# Anton Haupt (der Jüngere)
Anton Johann Albrecht Haupt (der Jüngere) (* 5. Juli 1826 in Wismar; † 26. März 1889 ebenda) war Bürgermeister von Wismar und Mitglied des Deutschen Reichstags.

## Biografie
Anton Haupt (der Jüngere) war der Sohn des Wismarer Bürgermeisters Anton Haupt (der Ältere). Er besuchte das Gymnasium in Wismar, die Universität Heidelberg (1845), die Universität Bonn (1846), die Universität Tübingen (1847), die Humboldt-Universität zu Berlin (1848) und die Universität Rostock (Mai 1848–1850) zum Studium der Rechtswissenschaften. 
Danach war er von 1850 bis 1853 Rechtsanwalt und dann Mitglied des Magistrats in Wismar. Von 1872 bis zu seinem Tode war er erst II., dann I. Bürgermeister von Wismar. Weiter war er Bezirkskommissar für den Aushebungsbezirk Wismar und Zivilvorsitzender der Ersatzkommission sowie Vorsitzender des Aufsichtsrats der Wismar-Rostocker Eisenbahn.
Von 1874 bis 1877 und von 1884 bis zu seinem Tode war er Mitglied des Deutschen Reichstags für den Reichstagswahlkreis Großherzogtum Mecklenburg-Schwerin 2 (Wismar, Schwerin) und die Nationalliberale Partei.
Die Familiengrabstelle von Haupt ist auf dem Friedhof Wismar als Denkmal erhalten.